# بیل گلدبرگ

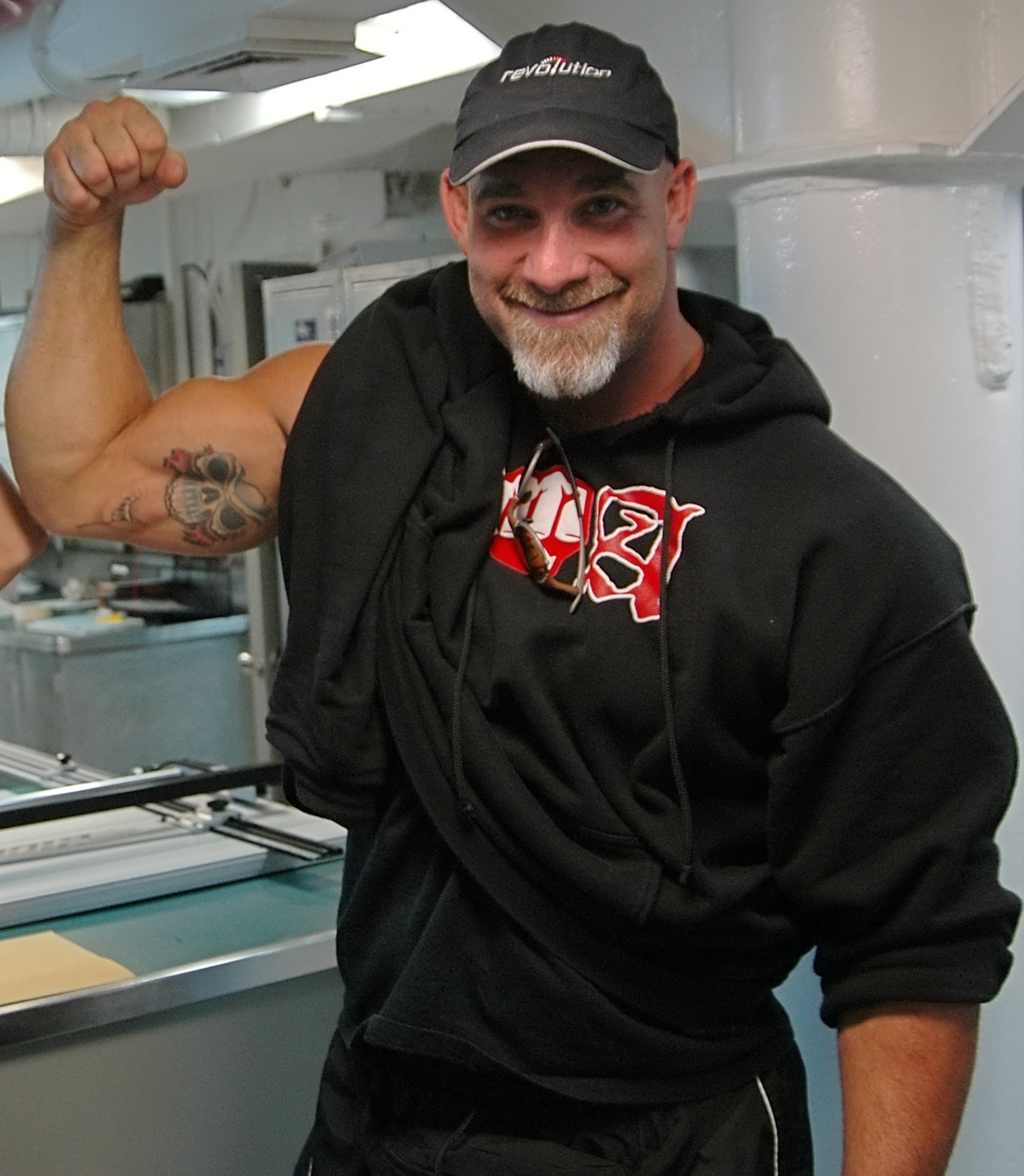
بیل گلدبرگ

ویلیام اسکات «بیل» گلدبرگ (به انگلیسی: William Scott "Bill" Goldberg) (زادهٔ ۲۷ دسامبر ۱۹۶۶ در یک خانواده یهودی) کشتی‌گیر حرفه‌ای، بازیکن فوتبال و بازیگر آمریکایی است که بیشتر به دلیل حضور در دبلیو دبلیو ای و دبلیو سی دبلیو شناخته می‌شود.
وی فعالیت خود را از سال ۱۹۹۷ میلادی آغاز کرد. او در سال ۲۰۱۸ به تالار شهرت دبلیو دبلیو ای پیوست.
یقیناً علاقه‌مندان به رستلینگ خشن‌ترین و وحشی‌ترین استار دنیای رستلینگ را می‌شناسند. اسطوره ایی که با حملات و ضربات سهمگین خود مسابقاتش را به جذابترین و پرطرفدارترین مسابقات تبدیل می‌کرد. این استار محبوب کسی نیست جز بیل گلدبرگ. او به دلیل بزرگترین رکورد شکست‌ناپذیری ممتد در کشتی حرفه‌ای و ۱۷۳ برد متوالی و صفر باخت معروف است. گلدبرگ در اون دوران تونست رکوردی عجیب بزنه بیل در هیچ مسابقه یک به یکی شکست نخورده بود تمام شکستهای بیل مربوط به دخالت افراد دیگه یا مسابقات هیندیکپ بود کسی که با دخالتش باعث از بین رفتن رکورد بیل شد کسی نبود جز کوین نش !بیل حتی در WWE هم این رویه رو حفظ کرد و در هیچ مسابقه تک به تکی شکست نخورد.
بی شک یکی از رسلرهایی که تا سال‌ها در خاطر مردم خواهد ماند همین بیل گلدبرگ است کسی که در WCW تونست واسه خودش اسمی دست و پا کنه و با مسابقاتی که برگزار کرد کاری کرد که هنوزم هنوزه ملت دنبال اخبار بازگشتش باشن!
نکته قابل ذکر گلدبرگ قبل از اینکه کشتی‌گیر حرفه‌ای شود، بازیکن فوتبال آمریکایی بود. بعد از بازنشستگی از کشتی حرفه‌ای، فعالیت خود را در هنرهای رزمی ترکیبی (MMA)آغاز کرد.
هنگام مسابقه گلدبرگ می‌گفت: نفر بعدی کیه؟ او واقعاً حریفان خود را از پا درمی‌آورد.
بعد از 12 سال دوری از دنیای کشتی کج به پیشنهاد مک ماهان گلدبرگ به کمپانی wwe بازگشت و پس از بازگشت دوباره گلدبرگ به RAW مسابقهٔ او با براک لزنر در SURVIVOR SERIES ثبت شد؛ که گلدبرگ توانست در کمتر از دو دقیقه براک لزنر را با دو حرکت اسپیر و یک جک هامر شکست دهد. سپس گلدبرگ در RAW شب بعد حاضر شد و گفت به دنبال کسب کمربند می‌باشد و خبر از حضور خود در مسابقهٔ رویال رامبر مچ ۲۰۱۷ داد. گلدبرگ به عنوان نفر شماره ۲۸ وارد رینگ شد و باز هم با تحقیر براک لزنر زیر یک دقیقه او را به بیرون رینگ پرتاپ کرد و خودش هم به دست آندرتیکر از مسابقه حذف شد. در راو شب بعد از رویال رامبر براک لزنر و پل هیمن گلدبرگ را برای رسملنیا ۳۳ چلنج کردن و او از براک لزنر شکست خورد و کمربند یونیورسال را به براک لزنر واگذار کرد.
او در 2018 بعنوان یکی از مشاهیر به تالار مشاهیر کمپانی wwe اضافه شد
بیل گلدبرگ در سوپر شو داون ۲۰۱۹ در عربستان مقابل آندرتیکر قرار گرفت و به آندرتیکر باخت
وی در سامراسلم ۲۰۱۹ دالف زیگلر را شکست داد و در سوپر شو دئون عربستان در مین اونت آن شب دفیند بری وایت را با چهارتا اسپیر و یک جک همبر شکست داد و قهرمان یونیورسال برای دومین بار شد
و در رسلمنیا ۳۶ به بران استرومن باخت بیل گلدبرگ جدیداً در اولین راو امسال حضور پیدا کرد و درومکینتایر را در رویال رامبل ۲۰۲۱ سر کمربند wwe championship چلنج کرد و همه را سورپرایز کرد و در راو این هفته مکینتایر چلنج گلدبرگ رو قبول کرد و مسابقشان سر کمربندwwe در پیپرویو رویال رامبل ۲۰۲۱ ثبت شد. گلدبرگ در مسابقه با مکینتایر با اینکه خیلی خوب مسابقه را در دست داشت اما نتوانست مکینتایر را شکست دهد.
گلدبرگ در اولین راو بعد از حضور تماشاچیان در راو بیبی لشلی رو برای کمربند کمپانی در survivor series چلنج کرد و این مسابقه ثبت شد. و همچنین گلدبرگ از نظر عناوین جهانی و کارشناسان رسلینگ و رسلر های پرو رسلینگ گلدبرگ از بهترین های پرو رسلینگ در تمام دورانه
افتخارات:
- ۱ بار قهرمانی کمربند سنگین وزن WCW
- ۱ بار قهرمانی کمربند سنگین‌وزن جهان دبلیودبلیوئی
- ۲ بار قهرمانی کمربند یونیورسال دبلیودبلیوئی
- ۲ بار قهرمانی WCW United States Championship
- ۱ بار قهرمانی کمربند تگ تیم WCW با برت هارت
- او در کمپانی WCW در ۱۷۳ مسابقه پشت سر هم به پیروزی رسید و شکست ناپذیر باقی ماند و رکورد فوق العاده ای بر جای گذاشت. سر انجام وی بعد از ۱۷۴ روز کمربند سنگین وزن WCW را به کوین نش واگذار کرد و رکورد او شکسته شد.

## ویژگی‌ها
بیل گلدبرگ یکی از حرفه ایی‌ترین و خشن‌ترین کشتی گیران تاریخ کمپانی‌های WWE,WWF و WCW بود و بردهای پیاپی و بی‌نظیر او در این کمپانی‌ها باعث شده بود که تماشاگران مسابقات گلد برگ را به عنوان جذاب‌ترین مسابقات تاریخ کمپانی انتخاب نمایند. توانایی‌های او باعث شده که در لیست اسطوره‌های کمپانی WCW که افراد سرشناسی همچون اسکات استاینر، هالک هوگان، آندرتیکر، اِستان کول، د راک و استینگ قرار دارند بیل گلدبرگ با برد در ۸۵ درصد مسابقاتش در صدر این لیست قرار داشته باشد.